# R. H. Thomson
Robert Holmes "R. H." Thomson, (Richmond Hill, Ontario, 24 de septiembre de 1947) es un actor de telenovelas, series y películas canadiense.

## Biografía
Thomson nació en Richmond Cerro, Ontario. Estudió en la Universidad de Toronto, y, también, en la Escuela de Teatro Nacional.
Su papel en "The Lost Boys" estuvo escenificado en la Great Canadian Theatre Company en marzo de 2000 y en Canadian Stage en febrero de 2002. También ha participado para CBC Radio y CBC Televisión.
En 2010, fue nombrado un Miembro de la Orden de Canadá. En mayo de 2015, Thomson recibió el premio de Artes escénicas de General Gobernador para Lifetime Consecución Artística. Eric Peterson tocó en su honor en la gala que celebró a los laureados en el Centro de arte Nacional de Canadá.
Thomson ha encarnado un gran número de las figuras históricas que incluyen a Samuel Lount, Edsel Ford, Dr. Frederick Banting, Duncan Campbell Scott, Mitchell Agudo, y James Cross. Uno de sus papeles más reconocidos en Latinoamérica es el de Matthew, en la serie "Anne with an E" de Netflix. 
Thomson está casado y tuvo dos hijos, Amybeth y Andrew.

## Filmografía

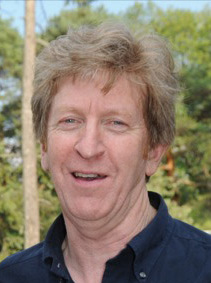
R.H. Thomson en 2013

### Películas
| Año  | Título                                       | Personaje               | Notas |
| ---- | -------------------------------------------- | ----------------------- | ----- |
| 1979 | Jigsaw (L'Homme en colère)                   | Borke                   |       |
| 1981 | Ticket to Heaven                             | Linc Strunc             |       |
| 1981 | Surfacing                                    | David                   |       |
| 1981 | Happy Memories                               | Rick                    |       |
| 1982 | Si Podrías Ver Qué I Oye                     | Sly                     |       |
| 1983 | Snow                                         | Jim                     | Corto |
| 1985 | Vision Quest                                 | Kevin                   |       |
| 1985 | Martin's Day                                 | Paul Mennen             |       |
| 1985 | Samuel Lount                                 | Samuel Lount            |       |
| 1987 | And Then You Die                             | Det. Sgt. James McGrath |       |
| 1987 | Wednesday's Children: David                  | Jim                     | Corto |
| 1989 | The Five Season                              | Eric Anderson           |       |
| 1990 | Defy Gravity                                 | Bill Fiddich            |       |
| 1991 | The Quarrel                                  | Chaim Kovler            |       |
| 1993 | The Lotus Eaters                             | Hal Kingswood           |       |
| 1994 | Max                                          | Andy Blake              |       |
| 1995 | Duncan Campbell Scott: El Poeta y los indios | Duncan Campbell Scott   |       |
| 1997 | Twilight of the Ice Nymphs                   | Dr. Isaac Solti         |       |
| 1997 | Silent Cradle                                | David Greg              |       |
| 1998 | Bone Daddy                                   | Stone                   |       |
| 2000 | Bonhoeffer: Agente de Grace                  | Knobloch                |       |
| 2006 | Poblation 436                                | Sheriff Jim Calcutt     | Vídeo |
| 2006 | Who Loves the Sun                            | Arthur Florece          |       |
| 2008 | Well Kept Secrets - Athanassia               | Manuel                  |       |
| 2009 | Chloe                                        | Frank                   |       |
| 2010 | New Year                                     | Terry Cocinero          |       |
| 2010 | Whirligig                                    | Andre                   |       |
| 2011 | Jesus Henry Christ                           | Billy Herman            |       |
| 2018 | Clara                                        | Dr. Rickman             |       |

### Televisión
| Año       | Título                                      | Personaje             | Nota                                                |
| --------- | ------------------------------------------- | --------------------- | --------------------------------------------------- |
| 1979      | An American Christmas Carol                 | Thatcher              | TV film                                             |
| 1980      | Population of One                           | John Trueman          | TV film                                             |
| 1981      | Escape from Iran: The Canadian Caper        | Lee Schatz            | TV film                                             |
| 1983      | The Terry Fox Story                         | Dr. Simon             | TV film                                             |
| 1983      | Cornet at Night                             | The Stranger          | TV film                                             |
| 1984      | Charlie Grant's War                         | Charlie Grant         | TV film                                             |
| 1985      | The Ray Bradbury Theater                    | Morgan                | Episodio: The Crowd                                 |
| 1986      | The Marriage Bed                            | Dr. Jeff Reilly       | TV film                                             |
| 1986      | Philip Marlowe, Private Eye                 | Frank Barsley         | Episodio: "Red Wind"                                |
| 1987      | Stranger in My Bed                          | Dr. Davidson          | TV film                                             |
| 1987      | Screen Two                                  | Wilf Hawthorne        | Episodio: "Heaven on Earth"                         |
| 1987      | Ford: The Man and the Machine               | Edsel Ford            | TV film                                             |
| 1987      | Moonlighting                                | Dr. Steven Hill       | Episodes: "Tale in Two Cities", "Father Knows Last" |
| 1988      | Glory Enough for All                        | Dr. Frederick Banting | TV film                                             |
| 1988      | The Campbells                               | Andrew Jordan         | Episodio: "Last Time Around"                        |
| 1988      | The Twilight Zone                           | Dr. Burrell           | Episodio: "Our Selena Is Dying"                     |
| 1989      | Champagne Charlie                           | Robert Morgan         | TV film                                             |
| 1989      | Love and Hate                               | Gerry Allbright       | TV film                                             |
| 1990–1996 | Road to Avonlea                             | Jasper Dale           | Principal                                           |
| 1991      | Mark Twain and Me                           | Albert Paine          | TV film                                             |
| 1992–1993 | By Way of the Stars                         | Priest                | TV miniseries                                       |
| 1993      | Bonds of Love                               | Jake Hobart           | TV film                                             |
| 1994      | The Babymaker: The Dr. Cecil Jacobson Story | Bill Castellano       | TV film                                             |
| 1994      | My Breast                                   | Luke                  | TV film                                             |
| 1994      | Bizet's Dream                               | Delaborde/Escamillo   | TV film                                             |
| 1995      | Net Worth                                   | Milton Mound          | TV film                                             |
| 1996      | Murder at My Door                           | Ed McNair             | TV film                                             |
| 1999      | Cry Rape                                    | Ray Marcassi          | TV film                                             |
| 1999      | P.T. Barnum                                 | James Anthony Bailey  | TV film                                             |
| 2000      | The Dinosaur Hunter                         | Rev. Smythe           | TV film                                             |
| 2000      | The Secret Adventures of Jules Verne        | Count Nicolai Kugarin | Episodio: "Rocket to the Moon"                      |
| 2001      | The Associates                              | Angus MacGregor       | Episodio: "Headfirst Into Hell"                     |
| 2001      | The Royal Scandal                           | Mycroft Holmes        | TV film                                             |
| 2001      | University                                  | Harry Copeland        |                                                     |
| 2002      | The Stork Derby                             | Hugh McLean           | TV film                                             |
| 2002      | Trudeau                                     | Mitchell Sharp        | TV film                                             |
| 2002      | The Battle of Mary Kay                      | Richard Rogers        | TV film                                             |
| 2002      | Tom Stone                                   | Peter Krieghoff       | Episodio: "Deal"                                    |
| 2003      | Bugs                                        | Reynolds              | TV film                                             |
| 2003      | The Piano Man's Daughter                    | Frederick Wyatt       | TV film                                             |
| 2003      | Full-Court Miracle                          | Rabbi Lewis           | TV film                                             |
| 2004      | Human Cargo                                 | Peter Fowler          | TV miniseries                                       |
| 2006      | Prairie Giant                               | Dr. Moulds            | TV miniseries                                       |
| 2006      | October 1970                                | James Cross           | TV miniseries                                       |
| 2008      | The Englishman's Boy                        | Tom Hardwick          | TV miniseries                                       |
| 2010      | Republic of Doyle                           | Francis Chafe         | Episodio: "The Tell-Tale Safe"                      |
| 2012      | King                                        | Randall King          | Episodio: "Freddy Boise"                            |
| 2013      | Cracked                                     | Robert Kelly          | Episodio: "The Valley"                              |
| 2016      | Love's Complicated                          | Senator               | TV film                                             |
| 2017–2019 | Anne with an E                              | Matthew Cuthbert      | Principal                                           |

## Premios
- 2015:  el premio de Artes escénicas de General de Gobernador para Lifetime Consecución Artística (Teatro)
- 1989 : Gemini Premio, para Glory Enough for All
- 1983 : Gemini Premio, para If you could see what I Hear
- 2018 : Premio de Pantalla canadiense, para Mejor Actor de reparto en Anne con un E

### Nominaciones
- 2008 : Gemini Premio, para The Englishman's boy
- 1994 : Gemini Premio, para Road to Avonlea
- 1993 : Genie Premio, para The Lotus Eaters
- 1988 : Gemini Premio, para And Then You Die
- 1987 : Gemini Premio, para Screen Two
- 1987 : Gemini Premio, para Ford: El Hombre y la Máquina
- 1986 : Gemini Premio, para Canada's Sweetheart: The Saga of Hal C. Banks
- 1986 : Genie Premio, para Samuel Lount
- 1982 : Genie Premio, para Ticket to Heaven